# Železný pas
Železný pas (sindarsky Angrenost či Nan Curunír – Čarodějovo údolí; anglicky Isengard) je ve fiktivním Tolkienově světě Středozemi oblast na jižním konci Mlžných hor. Bylo to ohraničené místo v údolí, v jehož středu stála věž Orthank, jejíž nejznámější správce a později uzurpátor byl Saruman.

## Geografie

Nákres mapy Rohanu, Gondoru a Mordoru v období Třetího věku. Železný pas nahoře vlevo.

Železný pas se nachází na jižním úpatí Mlžných hor a tvoří významné strategické opevněné místo v Rohanské bráně, průchodu mezi Mlžnými a Bílými horami. Nedaleko od Železného pasu pramení řeka Želíz, která zásobovala toto místo vodou. Byl situován uvnitř údolí a byl postupně opevňován. Uvnitř kruhovité hradby stála věž Orthank.

## Dějiny
Železný pas byl postaven Númenorejci v Druhém věku. Původně sloužil jako sídlo pro strážce Gondoru a pozorovatele hvězd, ale po příchodu čarodějů byl předán do správcovství jejich vůdci Sarumanovi.
Saruman během svého pobytu Železný pas opevňoval a shromažďoval v něm své vojsko, které použil během Války o Prsten. V tomto období byl Železný pas rozkopán, stromy vykáceny a místo nich byly postaveny pece a kovárny. Vojsko bylo poraženo během Bitvy o Helmův žleb a Železný pas byl zničen Enty. Po válce byl pas svěřen entům pro znovuobnovení stromů a parku.

## Orthank

Věž Orthank, ve které sídlil čaroděj Saruman

Orthank byla věž uprostřed Železného pasu. Byla vybudována dávnými staviteli z Númenoru z černé, tvrdé a lesklé skály, která měla na vrcholku čtyři trčící rohy s úzkým prostorem mezi nimi, kde mohl stát člověk pět set stop nad planinou a pozorovat okolí.
Uvnitř věže bylo mnoho komnat, které sloužily jak k ubytování správců věže a návštěv, tak k uschování vzácných pokladů. Nejznámější a poslední správce věže byl Saruman Bílý.
Název Orthank mohl znamenat buď sindarsky „tesákovou horu“, nebo také v řeči Marky „vychytralou mysl“.